# Rudolf Křenek
Rudolf Křenek (ur. 21 maja 1897 w Táborze - dziś Czechy, zm. 3 września 1981) – były czechosłowacki piłkarz i trener.
Jako piłkarz grał w SK Židenice. Jako trener szkolił Viktorię Pilzno (1931–1933 i 1936–1937), SK Prostějov (1934–1936), FC Zbrojovka Brno, dawne SK Židenice (po 1937 roku) w Czechosłowacji oraz Łódzki Klub Sportowy w 1933 roku – w Polsce, z którym zajął wysokie 4. miejsce, osiągając tym samym najlepszy rezultat w zmaganiach ligowych łodzian przed wybuchem II wojny światowej.